# Wspólnota Kościoła Chrześcijan Baptystów w Tczewie
Wspólnota Kościoła Chrześcijan Baptystów w Tczewie – placówka Kościoła Chrześcijan Baptystów znajdujący się w Tczewie, przy ulicy Sobieskiego 18.
Nabożeństwa odbywają się w każdą niedzielę o godzinie 10:00.

## Historia

### Zbór baptystyczny 1850–1945
Pierwszymi baptystami osiadłymi w Tczewie byli Bernhard Vogel (1821 – ok. 1875) i Friedrich Otto (ur. 1819) ochrzczeni w 1850 roku w Wójtówce w Górach Kłodzkich. W tym samym roku zostali oni jako ślusarze maszynowi skierowani do pracy w Tczewie przy budowie mostu kolejowego nad Nogatem. 15 września 1850 roku wraz z dwoma współwyznawcami z Elbląga zorganizowali pierwsze publiczne zebranie w Tczewie i od tej pory urządzali zebrania regularnie. W ten w Tczewie sposób powstała placówka zboru baptystów z Elbląga, a Vogel został wówczas mianowany jej przewodniczącym. Założyli oni placówkę misyjną w Skarszewach, a w roku 1853 miał miejsce chrzest najpierw 12 osób i następnie 20 z tej miejscowości. W ten sposób powstała placówka Tczew-Skarszewy należąca do zboru w Elblągu.
Samodzielny zbór w Tczewie utworzono 27 marca 1859. Łącznie z placówką w Skarszewach liczył on 95 osób i był trzecim w kolejności zborem na Pomorzu Wschodnim (po Elblągu – 1844, i Gajdach – 1855). W latach 60. i 70 XIX wieku następował dynamiczny wzrost wspólnoty, która w roku 1874 miała 324 członków. W roku 1900 tczewski zbór liczył około 120 osób.
W okresie międzywojennym zbór Tczew-Skarszewy należał do Unii Zborów Baptystów Języka Niemieckiego i z czasem tracił członków, którzy emigrowali do Niemiec. Wspólnota ta istniała do 1945 roku gdy po II wojnie światowej jej członkowie opuścili miasto wraz z resztą ludności niemieckiej.

### Zbór współczesny
Zborem macierzystym współczesnej wspólnoty baptystycznej w Tczewie jest I Zbór Kościoła Chrześcijan Baptystów w Gdańsku.